# Marsa al-Dajaj
Marsa al-Dajaj (en arabe : مرسى الدجاج) est une ancienne ville qui se trouve dans le territoire actuel de Zemmouri-El Bahri, dans la wilaya de Boumerdès en Algérie,

## Histoire
La ville de Mers el-Djadj a été édifiée sur les vestiges de l’ancien port de Rusubbicari, une cité majeure de la Maurétanie césarienne, elle-même construite sur les ruines d’un comptoir commercial fondé par les Carthaginois au VIe siècle av. J.-C.
En 1225, la ville fut attaquée par Yahia Ben Abi Ghania El Miourki, meneur d’une vaste révolte contre les Almohades, au cours de laquelle plusieurs de leurs villes et fortifications furent détruites, dont cette cité. Ensevelie sous les sables pendant des siècles, elle ne fut redécouverte qu’en 2006.
Classé au patrimoine culturel national en 2016, le site archéologique s’étend sur sept hectares et a fait l'objet de multiples opérations de fouilles archéologiques.